# Weiße Villa (Bielefeld)

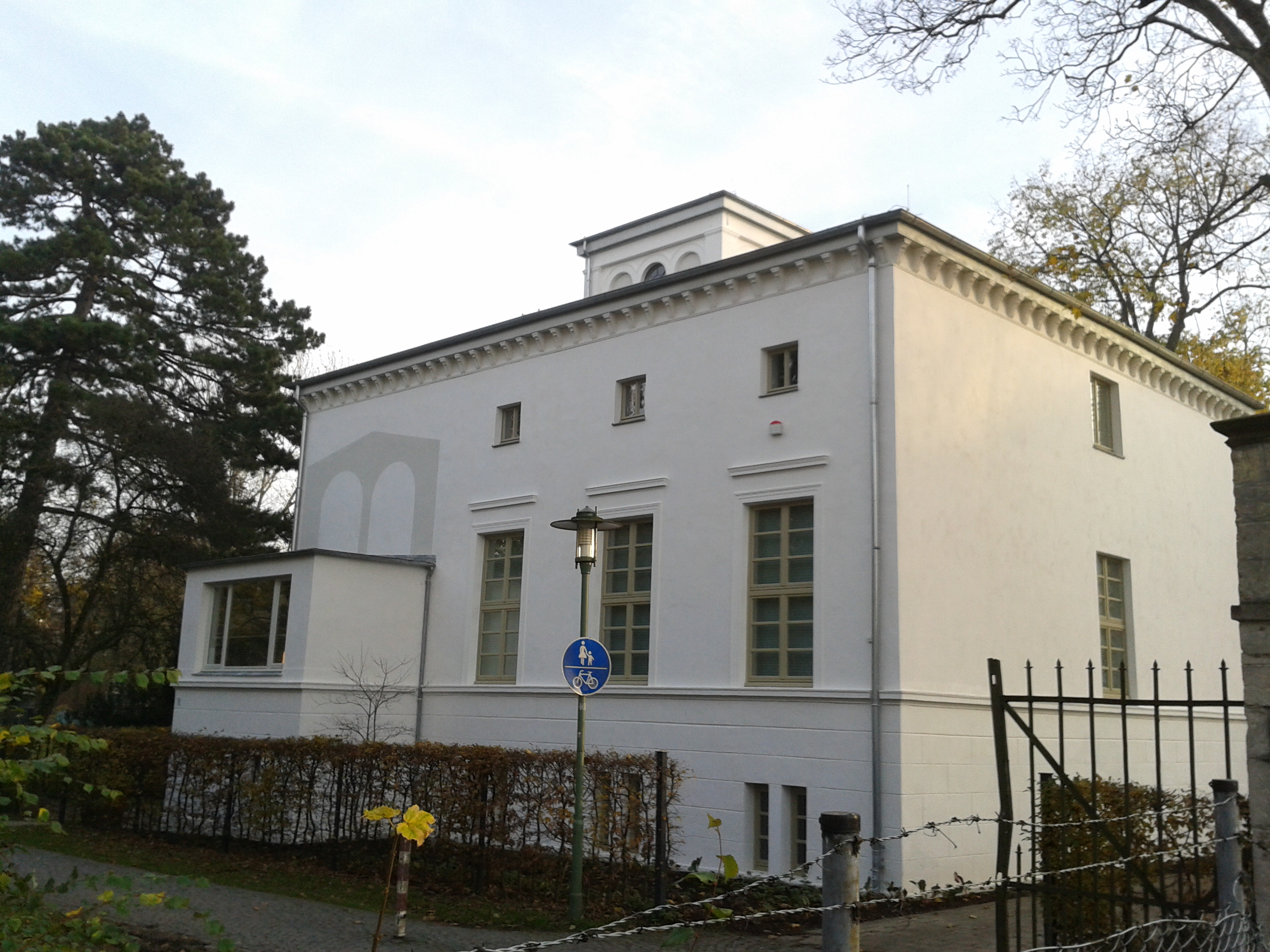
Weiße Villa im Ravensberger Park

Die Weiße Villa im ostwestfälischen Bielefeld in Nordrhein-Westfalen ist ein Kulturdenkmal.

## Geschichte
Sie wurde 1852 vom Architekten Ferdinand von Arnim, einem Schüler Schinkels, im Auftrag von Heinrich Niedergassel, einem Mitgründer der Ravensberger Spinnerei, errichtet. Nach dem Tod Niedergassels wurde die Weiße Villa als Wohnstätte für die Prokuristen und später für andere Angestellte der Spinnerei genutzt. 1999 wurde sie Bestandteil des Museums Huelsmann und bis 2013 umfassend renoviert. Als Teil der ehemaligen Fabrik ist die Villa heute Teil des entsprechenden Industriedenkmals. In ihr befindet sich das Schaudepot des Museums Huelsmann.

## Beschreibung
Auffällig sind außen der quadratische Eckturm sowie innen ein als mobile Vitrine genutzter Pater Noster.